# 奧拉涅
51°3′13″N 30°7′11″E / 51.05361°N 30.11972°E
奧拉內（烏克蘭語：Оране）是位於烏克蘭北部的村莊，由基辅州维什霍罗德区的伊萬基夫市鎮負責管轄。該村處於捷捷列夫河畔，面積3.1平方公里，海拔高度111米，2001年人口708。